# Stylída
Stylída (en grec : Στυλίδα) est un dème situé dans la périphérie de Grèce-Centrale en Grèce. Le dème actuel est issu de la fusion en 2011 entre les dèmes d'Echinaíoi, de Pelasgía et de Stylída.